# Grijskopgoudvink
De grijskopgoudvink (Pyrrhula erythaca) is een zangvogel uit de familie der Fringillidae (Vinkachtigen).

## Verspreiding en leefgebied
Deze soort komt voor in van Himalaya tot in Midden- en noordoostelijk China.